# Fairey Albacore
A Fairey Albacore a Brit Királyi Légierő egymotoros, kétfedelű, torpedóbombázó repülőgépe volt, amelyet a II. világháború során, 1940-1944 között használt a Brit Királyi Haditengerészet (Royal Navy) légi fegyverneme, a  Fleet Air Arm és kis mennyiségben a Királyi Légierő (Royal Air Force), valamint a Királyi Kanadai Légierő (Royal Canadian Air Force). A típust elsősorban repülőgép-hordozókon történő üzemeltetésre tervezték.

## Története
A Brit Királyi Haditengerészetnél 1945-ben még mindig kilenc Fairey Swordfish század repült. A Fairey által gyártott 800 Albacore-t szánták a – feszítőhuzalos merevítései miatt csak „Bevásárlóhálónak” nevezett – Swordfish gépek felváltására. Az új típus azonban 1945-re már csak a RAF egyetlen századánál repült. Az Albacore az öreg és már túlhaladott, de megbízható Swordfish gyengén sikerült továbbfejlesztése volt. A Swordfishhez képest az Albacore csak igazán kevés javulást mutatott, viszont kiérdemelte a „Luxus Swordfish” nevet. A Fairey a típust a Swordfish felváltására 1937-ben kiírt pályázatra készítette.
A tengerészeti repülők az egyfedelű gépeket kiszámíthatatlan kockázatnak tekintették a tengeri bevetéseknél, és az Albacore mellett döntöttek, amely csupán kicsiny előrelépést jelentett az öreg „Bevásárlóháló”-khoz képest. 1938-1943 között 800 Albacore készült, amelyek a repülőkörökben hamarosan az „Applecore” (Almacsutka) becenevet kapták. Első, fedélzeti bevetési feladatukat a konvojkíséretre kirendelt HMS Formidable repülőgép-hordozóról hajtották végre. 1942-ben az Albacore-ok részt vettek a Tirpitz német csatahajó elleni, akkor sikertelen támadásban.
A haditengerészeti repülőket 1942-től szerelték fel Barracuda gépekkel és az Angliában állomásozó Albacore-okat a Csatorna felett vetették be. Ezen túl észak-afrikai támaszpontokról felszállva őrjáratoztak a Földközi-tenger felett, és bombáztak vagy célkijelölő feladatokat végeztek a Royal Air Force számára.

## Műszaki adatok

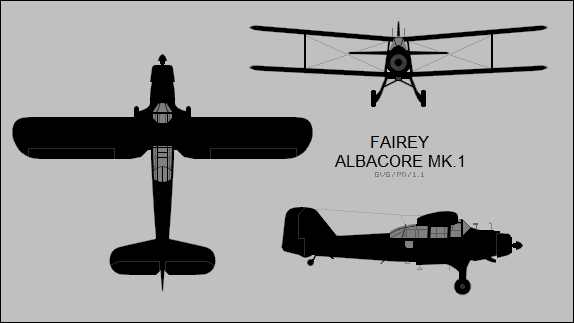
Fairey Albacore Mk.1

- Kategória:repülőgép-hordozó fedélzeti- és szárazföldi torpedóvető/bombázó repülőgép
- Motor: egy 1080 LE-s (794 kW) Bristol Taurus II vagy egy 1149 LE-s (843 kW) Bristol Taurus XII csillagmotor
- Max. sebesség: 259 km/h (2135 m-en)
- Emelkedőképesség: nyolc perc alatt 1829 méterre
- Hatótáv: 1497 km
- Csúcsmagasság: 6310 m
- Fegyverzet: egy-egy 7,7 mm-es Vickers mereven előretüzelő és a hátsó kabinban lévő forgatható géppuska
- Tömeg: üres: 3266 kg; max. felszálló: 5715 kg
- Méretek: fesztáv: 15,24 m; hossz: 12,13 m; magasság: 4,65 m; szárnyfelület: 57,88 m²

## Tények és számok
- 1944 júniusában a normadiai partraszálláskor Albacore gépek őrjáratoztak a Csatorna felett.
- A szicíliai partraszállás során bevetették a 820. század repülőgép-hordozón települő Albacore-jait.
- Az utolsó bevetéseket a RAF Belgiumban települő 119. százada repülte 1945-ben a holland vizeken horgonyzó német torpedónaszádok ellen.
- Mind a 800 Albacore a London külvárosának számító Fairey Hayes-i üzemben készült Middlesexben.
- 1942. november 21-én Albacore gépek süllyesztették el a német U-517 tengeralattjárót.

## Galéria

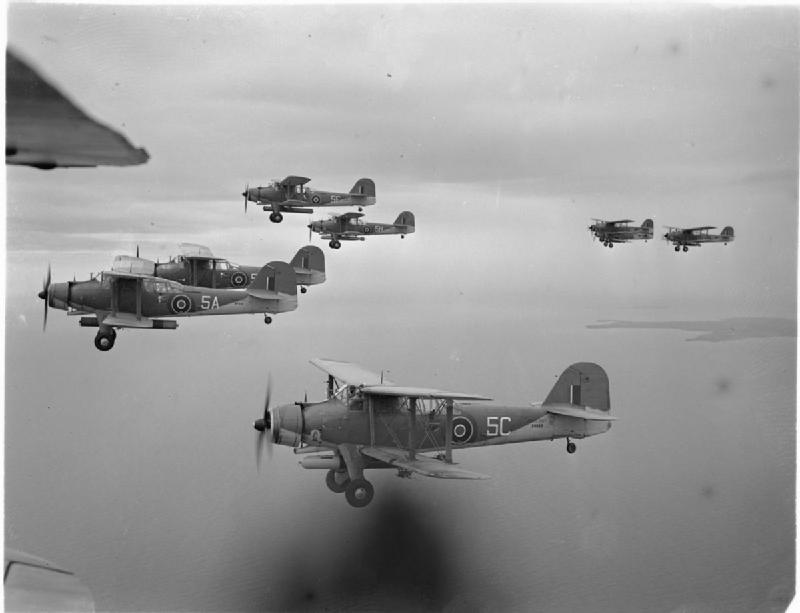
Fairey Albacore torpedóbombázók köteléke a Fleet Air Arm 820. repülőszázadából.
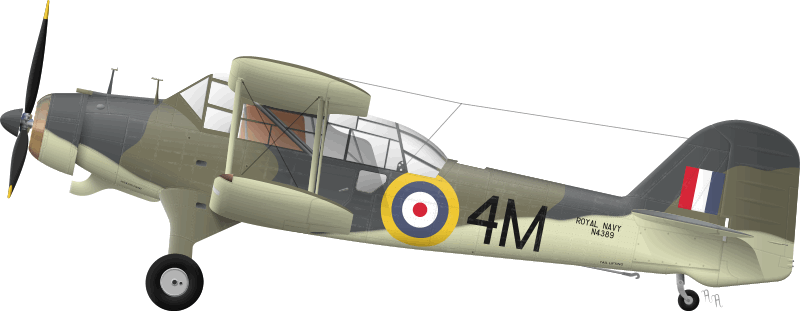
Fairey Albacore.
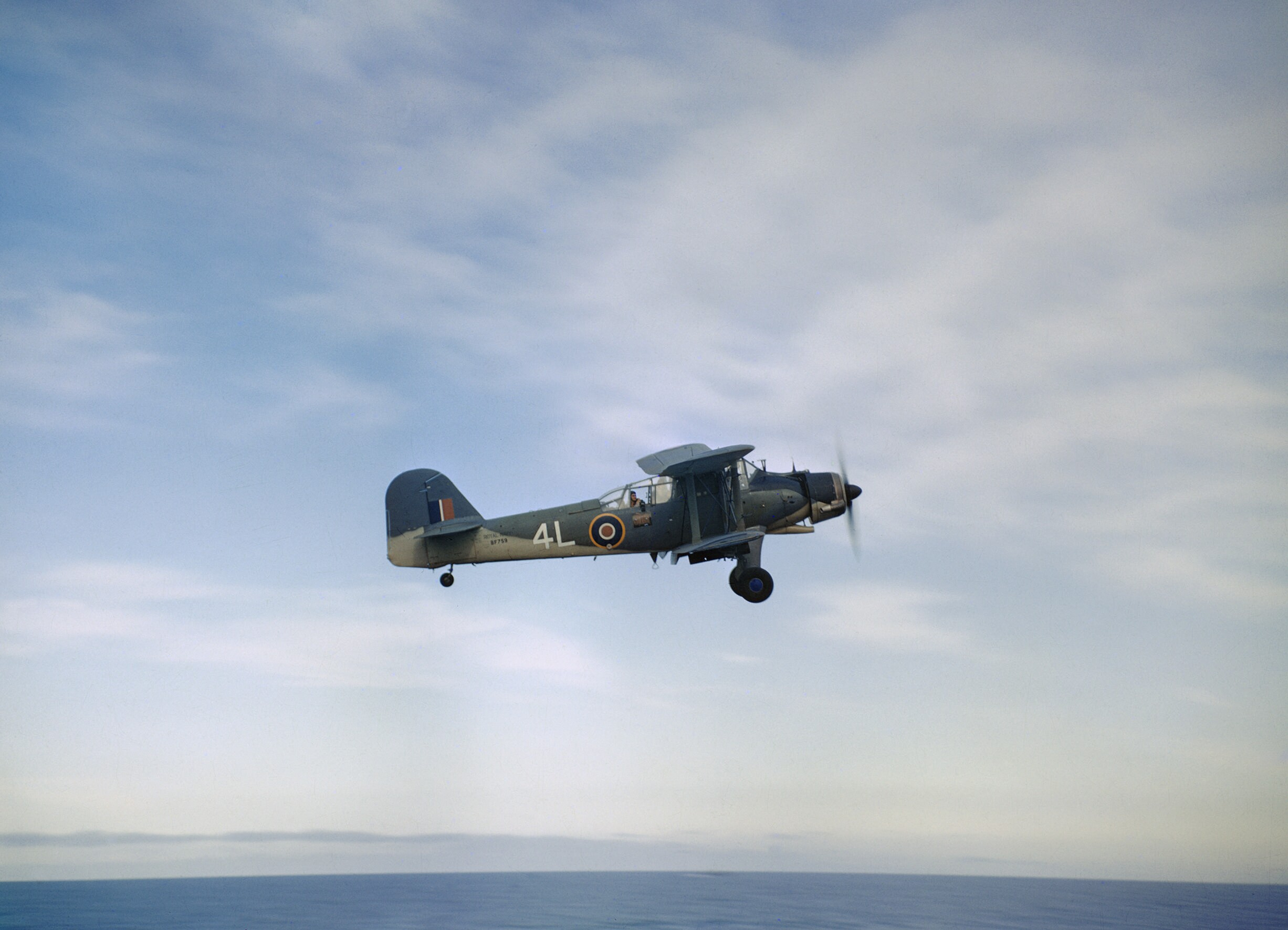
Fairey Albacore Mk I a 820. haditengerészeti repülőszázad (Naval Air Squadron) állományából, az HMS Formidable repülőgép-hordozó állományából.
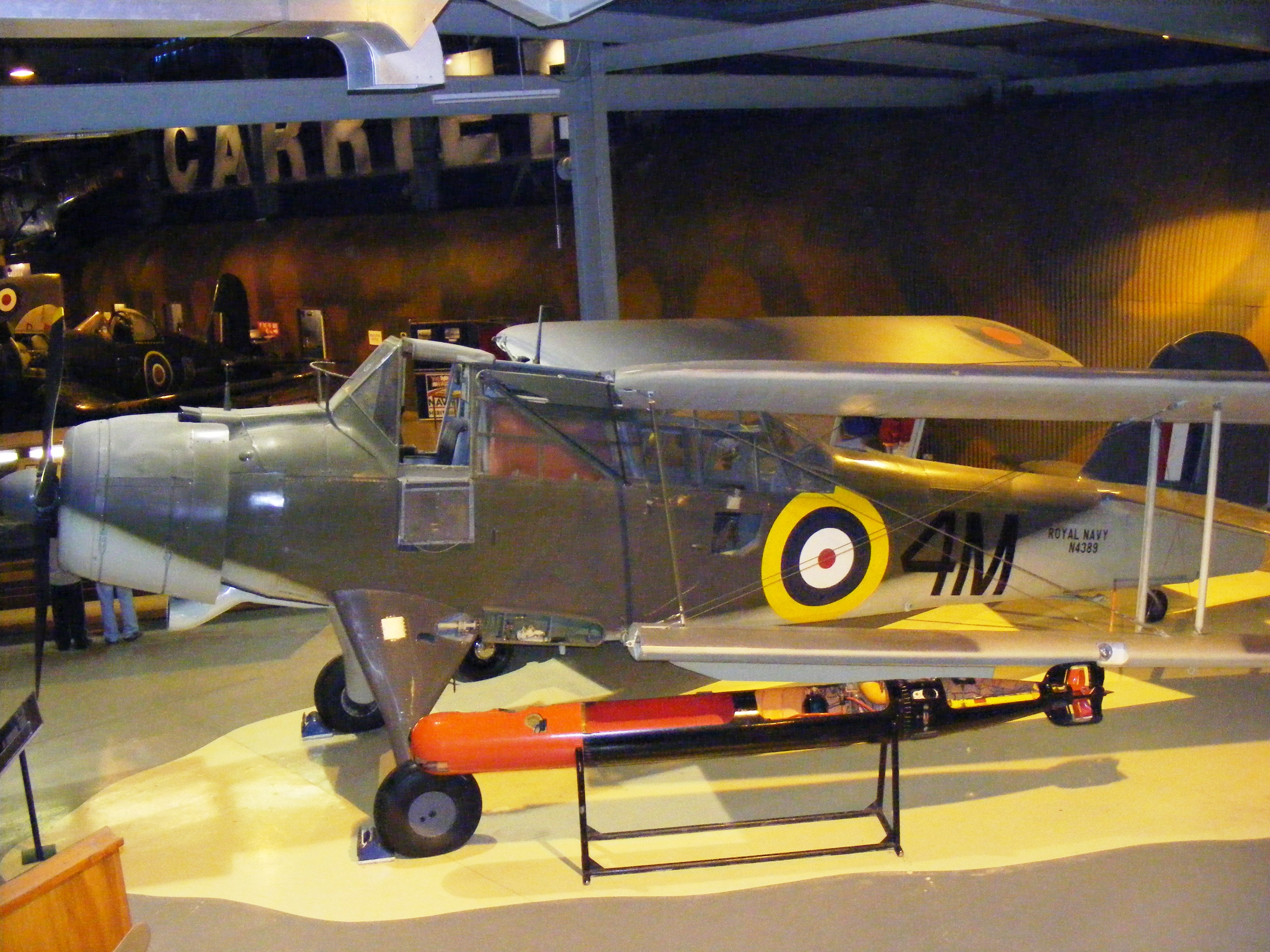
Fairey Albacore a Fleet Air Arm Museum-ban.
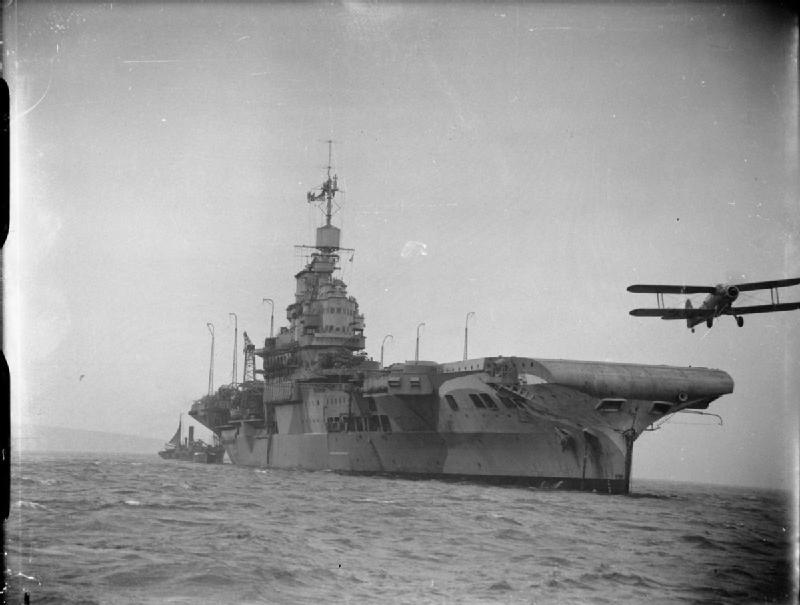
Fairey Albacore felszállása az HMS Victorious brit repülőgép-hordozó fedélzetéről.
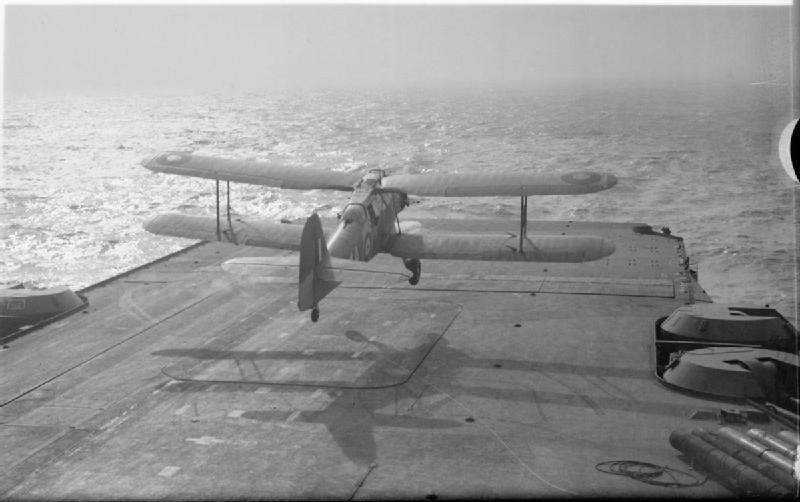
Fairey Albacore felszállása az HMS Victorious brit repülőgép-hordozó fedélzetéről.
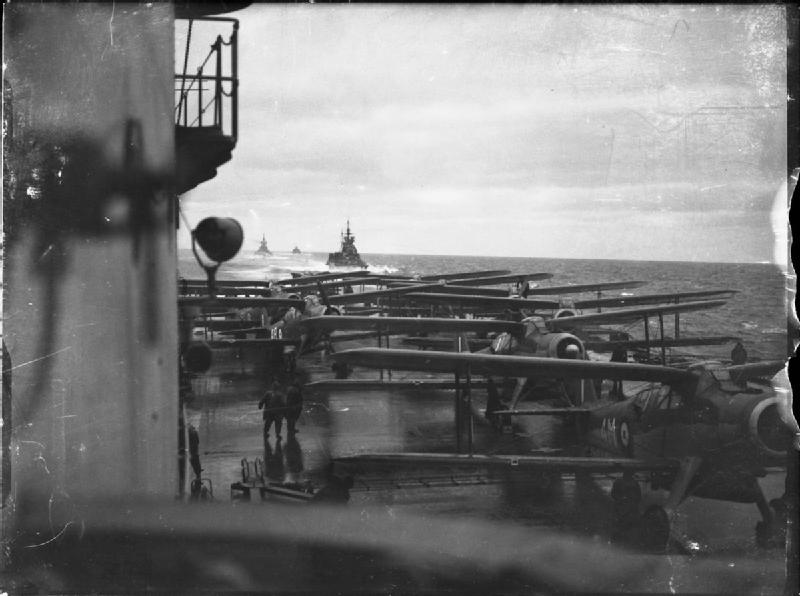
Fairey Albacore torpedóbombázók az HMS Victorious brit repülőgép-hordozó fedélzetén, a háttérben az HMS Renown csatacirkáló, az HMS Duke of York csatahajó és az HMS Berwick nehézcirkáló látható.
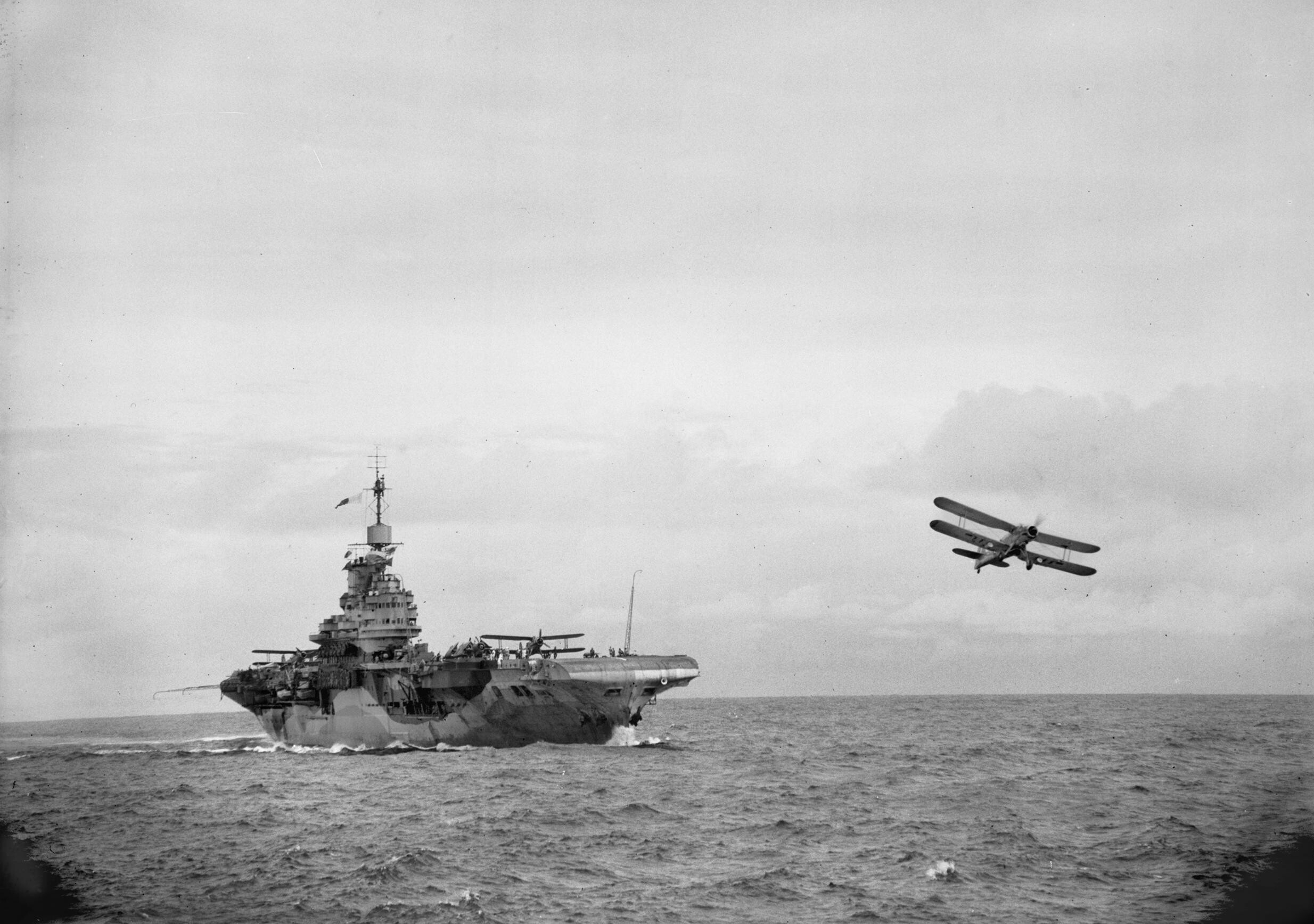
Fairey Albacore felszállása az HMS Formidable brit repülőgép-hordozó fedélzetéről.
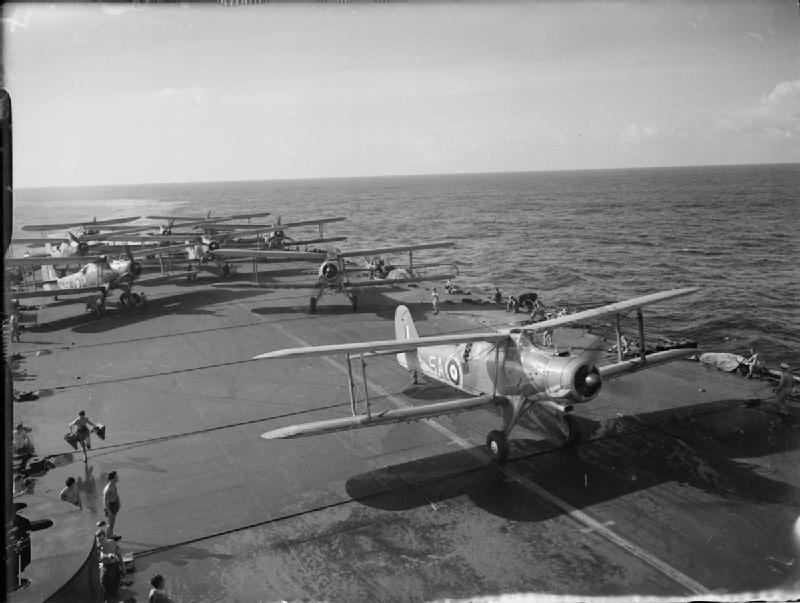
Fairey Albacore torpedóbombázók az HMS Formidable brit repülőgép-hordozó fedélzetén.
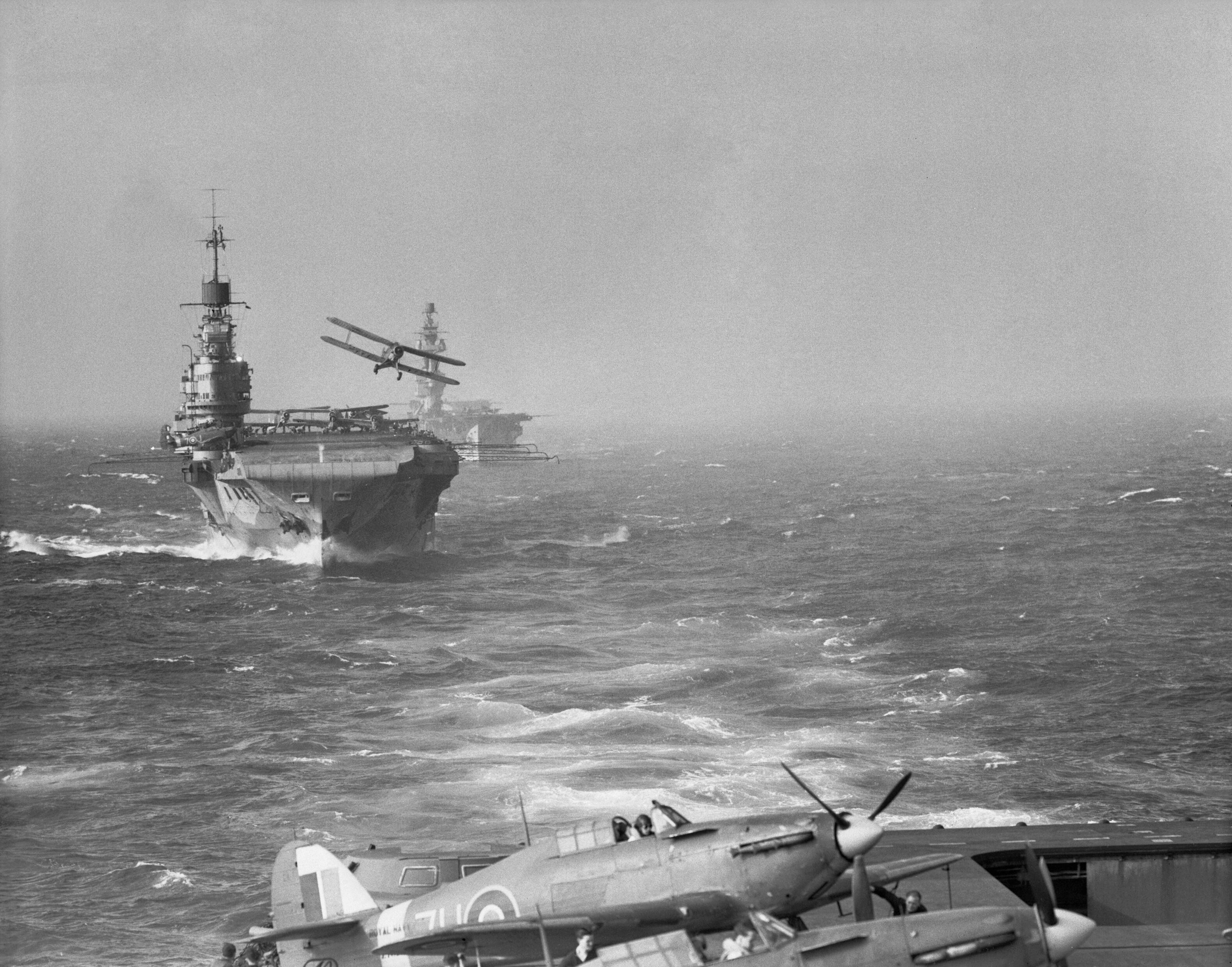
Fairey Albacore felszállása az HMS Indomitable repülőgép-hordozó fedélzetéről, a kép az HMS Victorious repülőgép-hordozóról készült, az alakzat utolsó hajója az HMS Eagle repülőgép-hordozó.

## A Fairey Albacore-t üzemeltető repülőszázadok a II. világháborúban

### Royal Navy Fleet Air Arm (Királyi Haditengerészet Légi Fegyvernem)
700 Naval Air Squadron,
733 Naval Air Squadron,
747 Naval Air Squadron,
750 Naval Air Squadron,
753 Naval Air Squadron,
754 Naval Air Squadron,
756 Naval Air Squadron,
763 Naval Air Squadron,
766 Naval Air Squadron,
767 Naval Air Squadron,
768 Naval Air Squadron,
769 Naval Air Squadron,
771 Naval Air Squadron,
774 Naval Air Squadron,
775 Naval Air Squadron,
778 Naval Air Squadron,
781 Naval Air Squadron,
782 Naval Air Squadron,
783 Naval Air Squadron,
785 Naval Air Squadron,
786 Naval Air Squadron,
787 Naval Air Squadron,
788 Naval Air Squadron,
789 Naval Air Squadron,
791 Naval Air Squadron,
793 Naval Air Squadron,
796 Naval Air Squadron,
797 Naval Air Squadron,
799 Naval Air Squadron,
810 Naval Air Squadron,
815 Naval Air Squadron,
817 Naval Air Squadron,
818 Naval Air Squadron,
820 Naval Air Squadron,
821 Naval Air Squadron,
822 Naval Air Squadron,
823 Naval Air Squadron,
826 Naval Air Squadron,
827 Naval Air Squadron,
828 Naval Air Squadron,
829 Naval Air Squadron,
830 Naval Air Squadron,
831 Naval Air Squadron,
832 Naval Air Squadron,
841 Naval Air Squadron.

### Royal Air Force (Királyi Légierő)
No. 36 Squadron RAF
No. 119 Squadron RAF

### Royal Canadian air force (Királyi Kanadai Légierő)
No. 415 Squadron RCAF